# Alfred Duskes
Alfred Duskes (* 17. Februar 1882 in Halberstadt; † 20. Oktober 1942 in New York City) war ein Filmpionier, Kinematographen-Fabrikant und Filmproduzent der Stummfilmzeit.

## Leben
Duskes kam 1882 in Halberstadt zur Welt. Er lebte mehrere Jahre in den USA, ehe er Mitte der 1890er Jahre wieder nach Deutschland zurückkehrte, wo er sich in Berlin niederließ. Hier wurde er als Erfinder und Fabrikant technischer Geräte und als Händler mit Filmen, Kinozubehör und ‘Sprechmaschinen’ rasch Teil der aufblühenden Filmindustrie. 1904 errichtete er die Alfred Duskes Fabrik für Kinematographen und Films in der Friedrichstr. 207. 1907 gründete er die Firma Alfred Duskes in Berlin, Blumenstraße 77. Es war die erste Produktionsfirma, die ihre Filme an Kinos verlieh und nicht nur verkaufte. Sein Aufnahmebetrieb befand sich im Wedding in der Sellerstraße 35 (Rex-Atelier). Geleitet wurde dieser von Charles Paulus, der auch sein Kameramann war. Sein Filmarchitekt war von 1906 bis 1909 Kurt Dürnhöfer, welcher jedoch 1910 zu Oskar Messter ging.
Zusammen mit dem Fabrikanten Carl Herbers gründete er im Juli 1908 die Duskes Kinematographen- und Film-Fabriken GmbH (1908–1912). 1909 hatte Duskes ein Atelier in der Markgrafenstr. 94 (Mutoskop-Atelier). Im Februar 1910 gründete er mit dem Ingenieur Hermann Herbers die Berliner Kinematographen-Theater GmbH (1910–1914). Als weitere Firmen folgten im März 1912 die Duskes GmbH (1912–1914) und am 28. Dezember die Literaria Film, deren Geschäftsführer er bis 1915 war. Im März 1915 gründete er die Kinematographen Maschinenbau GmbH, die ab Oktober 1919 als Neutral-Film GmbH firmierte. Gleichzeitig wandelte Duskes im Oktober 1919 die unter diesem Namen bestehende Produktionsfirma in die Diva-Film GmbH um, die er bis 1921 als Geschäftsführer leitete.
Zudem erwarb er viele Filmtechnikpatente, z. B. 1907 die Synchronisier-Einrichtung Cinephon zum Vorführen von Tonbildern. Eine Zeitlang konkurrierte er auf diesem seinerzeit florierenden Geschäftsbereich mit Oskar Messter und dessen Nadeltonapparatur „Biophon“, um deren Patente er 1908 mit Messter prozessierte.
Duskes stellte in den Jahren zwischen 1907 und 1912 zahlreiche Tonbilder mit Szenen und Liedern aus Opern, vor allem aber aus damals populären Operetten (wie Die Fledermaus von Johann Strauss, Ein Walzertraum von Oscar Straus, Die Dollarprinzessin und Der fidele Bauer von Leo Fall) und Revuen (z. B. Der Teufel lacht dazu oder Das muss man seh’n von Victor Hollaender) her, in denen z. T. namhafte Interpreten der 1910er Jahre zu sehen und zu hören waren.
Neben Spielfilmen und Tonbildern produzierte Duskes auch Aufnahmen von Aktualitäten wie Staatsbesuchen, Sportereignissen, Luftschiff- und Hochbahnunglücken; bekannt geworden ist sein Film mit dem Schuster Wilhelm Voigt. Der Fall regte auch die Schallplattenhersteller zu entsprechenden Aufnahmen an, z. B. Star Record, die eine Gedenkplatte zu Wilhelm Voigts Haftentlassung am 16. August 1908 herausbrachten, auf der er selber sprach, dem Hauptmann von Köpenick (1908). Bereits 1906 hatte er dessen Geschichte mit dem Theaterbesitzer Ernst Baumann in der Titelrolle als Spielfilm realisiert, dessen Aufführung von der Polizei Berlin am 21. August 1908 verboten wurde. Der Kinematographen-Fabrikant Carl Buderus hatte ebenfalls 1906 eine kurze Stummfilm-Satire auf den Fall gedreht hatte.
Im August 1919 wurde Alfred Duskes in den Vorstand der National-Film Aktiengesellschaft berufen. Er leitete die AG an der Seite von Victor Altmann bis zum April 1922 und wechselte dann in den Aufsichtsrat. Mit Richard Joseph, dem Ex-Vorstand der National-Film AG, gründete er die Glashaus-Film GmbH im November 1919. Zweck des Unternehmens war laut Handelsregistereintrag „der Betrieb aller Unternehmungen, die mit kinematographischen Geschäften im Zusammenhang stehen, insbesondere Filmaufnahmen im Glashaus“.
Am 15. Februar 1921 wurde die Duskes Film GmbH in die Luna-Terrassen GmbH umgewandelt. Alfred Duskes leitete als Generaldirektor in Partnerschaft mit Siegbert Goldschmidt die Luna-Park Terrassen am Halensee.
Im August 1921 war er als Aktionär an der Gründung der Grundstücks-Aktiengesellschaft Großstadt-Idyll, der Loki Aktiengesellschaft für Grundbesitz und Filmverwertung und der Wotan Aktiengesellschaft für Grundbesitz und Filmverwertung beteiligt.
Eigens für die Herstellung der Großproduktion Der Graf von Essex gründeten Duskes und Karl Julius Fritzsche im Januar 1922 die Essex Film Corporation GmbH. Mit Siegbert Goldschmidt und dem Kaufmann Max Goldberg wurde er im selben Jahr in den Vorstand der Vergnügungsstätten- und Sportbetriebs Aktiengesellschaft berufen.
1923 wurde er Mitglied des Aufsichtsrats bei der Filmhaus Grunewald AG und war auch Mitgründer und Mitglied des Aufsichtsrats bei der West Filmateliers AG (1923–1927) Im Dezember 1924 wurde er Vorstand an der Seite des Kaufmanns Bruno Frentz und des Bankdirektors Kurt Gericke bei der Deutschen Sporthallen AG.
Nach der Machtergreifung der Nazis hielt sich Alfred Duskes zunächst in Paris auf und emigrierte von dort aus im Oktober 1935 in die USA.

## Filmografie

### Tonbilder
- 1907: Der Teufel lacht dazu: Willst Du mein Cousinchen sein? (Tonbild)[38] im Kino-Programm von Guido Seeber; eine Aufnahme mit Brunhilde Ellis und Max Walden auf Dacapo Record D 2062 von 1908 bei gramofononline.degramofononline.hu, label abgebildet bei gramofononline.hu, Bild von Max Walden bei (poster-auctioneer.com)
- 1908: Xylophonsolo (Tonbild)[39]
- 1908: Wiener Wäschermadl-Ball (Tonbild)[Tanzszene und Pfeif-Solo]
- 1908: Rigoletto: Ach, wie so trügerisch (Tonbild)[40]
- 1908: Rentier Dase mit der Nase (Tonbild)[41]
- 1908 Fiakerlied (Tonbild)[42]
- 1908: Navaho (Tonbild) [Amerikanisches Gesangs- und Tanzensemble]
- 1908: Musikalischer Clown (Tonbild)
- 1908: Kasernenhofszene (Tonbild)
- 1908: Margarethe (Faust): Quartett (Tonbild)[43]
- 1908: Im Reiche des Indra: Es war einmal (Tonbild)[44]
- 1908: Hofmusik (Tonbild)
- 1908: Heinrich und Karline: Duett (Tonbild)[45]
- 1908: Ein Walzertraum (Tonbild)[46]
- 1908: Ein Walzertraum (Tonbild)[47]
- 1908: Ein Walzertraum (Tonbild)[48]
- 1908: Ein Walzertraum (Tonbild)[49]
- 1908: Detektiv-Duett (Tonbild)[50]
- 1908: Ringelreihen-Duett aus Die Dollarprinzessin (Leo Fall)[51]
- 1908: Durchlaucht Radieschen: Am Manzanares (Tonbild)[52]
- 1908: Durchs Fernrohr des Sankt Petrus (Tonbild)
- 1908: Der Troubadour: In unsre Heimat (Tonbild)[53]
- 1908: Der Troubadour: Mein letzter Hauch (Tonbild)[54]
- 1908: Die Fledermaus: Mein Herr Marquis (Tonbild)[55]
- 1908: Der fidele Bauer: Wir waren unser drei. Infanterist und Artillerist und Kavallerist (Tonbild)
- 1908: Der fidele Bauer: Jeder hat sein Bündel (Tonbild)
- 1908: Der fidele Bauer: Ich hab mein Zipfelhaub'n (Tonbild)[56]
- 1908: Der fidele Bauer: Heinerle, mein Heinerle (Tonbild)[57]
- 1908: Der fidele Bauer: Die große Raufszene (Tonbild)
- 1908: Der fidele Bauer: Buab und Dirndl (Tonbild)
- 1908: Der fidele Bauer: Bauernmarsch (Tonbild)
- 1908 Das muss man seh’n: Der Bummelcompagnon (Tonbild)[58]
- 1908: Die Herzen der Berliner Frauen (Tonbild)[59]
- 1908: Prosit Neujahr 1909 (Tonbild)[60]
- 1909: Siegwart Gentes (Tonbild)[61]
- 1909: Die Fledermaus: Terzett Mir ist so spät (Tonbild)[62]
- 1909: Nur im Dunkeln ist gut munkeln (Tonbild)[63]
- 1909: Merkel’s mimische Darstellungen: Staatsoberhäupter (Tonbild)[64]
- 1909: Matrosentanz (Tonbild)
- 1909: Manicure-Duett (Tonbild)
- 1909: Der tapfere Soldat: Der kleine Praliné-Soldat. Wenn ein Mann ein Mädchen kompromittiert (Tonbild)[65]
- 1910: Zigeunerliebe. Liebes Männchen, folge mir (Tonbild)[66]
- 1910: Schottische Tänze (Tonbild)
- 1910: Kulicke in der Orchesterloge (Tonbild)[67]
- 1910: Lachen und Weinen (Tonbild)
- 1910: Der lustige Ehemann (Tonbild)[68]
- 1911: Komponisten (Tonbild)[69]
- 1911: Eine Tanzstunde aus der Rokokozeit (Tonbild)
- 1912: Vor dem Damenbad (Tonbild)

### Spielfilme
- 1905: Straßenraub per Automobil
- 1905: Der neue Laufbursche
- 1906: Der Hauptmann von Köpenick
- 1907: Ein Blatt aus dem Buche des Lebens
- 1908: Rauch
- 1908: Nach der Schlacht
- 1908: Husarenfieber
- 1908: Die gestohlene Braut
- 1908: Der Bauer und der Tod
- 1909: Schuld und Sühne
- 1909: Nach dem Zapfenstreich
- 1909: Margarete
- 1909: Lehmann lernt zaubern
- 1909: Heimweh
- 1909: Ein verzweifeltes Mittel
- 1909: Ein Roman aus dem Leben
- 1909: Die verhängnisvolle Hose
- 1909: Die Entdeckung des Nordpols durch Kulicke und Lehmann
- 1909: Der Roman eines armen Mädchens
- 1909: Der Liebesbrief
- 1909: Don Juan heiratet
- 1909: Der blinde Bankier
- 1909: Der betrogene Othello
- 1909: Das große Los
- 1909: Das Glückshufeisen
- 1909: Arabische Tanztropfen
- 1909: Klebolin klebt alles
- 1910: Zu spät
- 1910: Wildschützenrache
- 1910: Wie Schneider Fips König wurde
- 1910: Wie man sich Liebe verschafft
- 1910: Schicksalsfügung
- 1910: Pflichtvergessen
- 1910: Nudelmayers Verlobungstag
- 1910: Johann hat sich vergiftet
- 1910: Im Banne des Alkohols
- 1910: Heinzelmännchen
- 1910: Glücklicher Familienvater
- 1910: Georg von Friedland
- 1910: Ein Unglück in der Kinderstube
- 1910: Ein Kindertraum
- 1910: Ein artiges Kind wird angenommen
- 1910: Die Zaubermütze
- 1910: Die Welt geht unter
- 1910: Die Schwester des Schmugglers
- 1910: Die Macht der Schönheit
- 1910: Die Bettlerin
- 1910: Der zweite Schuß
- 1910: Der schüchterne Willy
- 1910: Der Rivale
- 1910: Der Drehwurm ist entdeckt
- 1910: Der arme Bastian
- 1910: Das Kraftpulver
- 1910: Chroschenka
- 1910: Abenteuer der Familie Lehmann im Luna-Park
- 1911: Verblutet
- 1911: Die letzte Nachtwache der Mutter
- 1911: Die Diebin
- 1911: Das verkehrte Berlin[70]
- 1911: Das Mädchen ohne Ehre
- 1911: Der Fluch der Sünde
- 1912: Tagebuch einer Verlorenen
- 1912: Selbstgerichtet
- 1912: Schuldig
- 1912: Rätsel des Herzens
- 1912: Jugendstürme
- 1912: Fräulein Chef
- 1912: Ein ungebetener Gast
- 1912: Die Geheimagentin
- 1912: Der Weg des Todes
- 1912: Der Ukko Till, der Kunstschütze
- 1912: Der Gott, der tötet
- 1912: Der Gott der Rache
- 1912: Der Flug für das Leben
- 1912: Das Opfer einer Frau
- 1912: Das Gift der Liebe
- 1912: Das Brandmal ihrer Vergangenheit, auch: Die Apachenbraut[71][72]
- 1912: Aus dem Tagebuch einer Geheimagentin
- 1912: Abschied
- 1913: Die Sphinx
- 1913: Irrwege
- 1913: Du sollst Vater und Mutter ehren
- 1913: Wurmstichig
- 1913: Verlorenes Lebensglück
- 1913: Verkettungen
- 1913: Rechte des Herzens
- 1913: In der Dämmerung
- 1913: Ein Mutterherz
- 1913: Die Spitzenkönigin
- 1913: Die Spinne
- 1913: Die Königin von Saba
- 1913: Die Kabarett-Königin
- 1913: Die große Spitzenkönigin
- 1913: Die ewige Wunde
- 1913: Die das Glück narrt
- 1913: Der Ulk im Film
- 1913: Der Stallmeister
- 1913: Der Leidensweg einer liebenden Frau
- 1913: Das Warenhausmädchen
- 1913: Das Leben ein Roman
- 1913: Das Grab auf der Heide
- 1913: Auf schiefer Ebene
- 1913: Auf falscher Bahn
- 1914: Delila. Kinder der Eifel (nach Clara Viebig)
- 1915: Auf amerikanische Art
- 1916: Die Rose der Wildnis
- 1917: Sulamith
- 1917: Es gibt nur Eins auf der Welt, das ewig ist – die Liebe
- 1917: Die Welt nur eine Stimmung. Illusion der Liebe
- 1917: Die Kochlöffelgräfin
- 1918: Das Eskimobaby
- 1918: Die sprechende Hand
- 1918: Die Geschichte eines Spitzentuches
- 1918: Der neugeborene Vater
- 1918: Das Gift der Odawara
- 1918: Ikarus, der fliegende Mensch
- 1922: Der Graf von Essex

### Aktualitätenbilder
- 1908: Trabrennen in Weissensee bei Berlin 1908
- 1908: Thompsons wunderbar dressierte Elefanten
- 1908: Stapellauf des Norddeutschen Lloyd-Dampfers George Washington vom Vulkan in Stettin am 12. November 1908
- 1908: Seiner königlichen Hoheit Prinz Heinrich erste Zeppelin-Reise
- 1908: Ringkämpfer im Kinematograph: Internationaler Ringkampf 1908[73][74]
- 1908: Leben und Treiben der berühmten Kurstadt Karlsbad
- 1908: Internationale Ringkämpfe 1908
- 1908: Graf Zeppelin mit Zeppelin 1
- 1908: Furchtbare Katastrophe auf der Hochbahn zu Berlin am 26. September 1908, mittags 2 Uhr
- 1908: Festlichkeiten anlässlich der Vermählung des Prinzen August Wilhelm mit der Prinzessin Alexandra Viktoria in Berlin
- 1908: Eine Fahrt auf den Schneeberg
- 1908: Die Katastrophe des Parseval Ballons
- 1908: Die Hundezucht in Zahna
- 1908: Der Hauptmann von Köpenick
- 1908: Das Gordon-Bennett-Ballon-Wettfliegen zu Berlin-Schmargendorf am 10., 11. und 12. Oktober 1908
- 1908: Das Erdbeben von Messina
- 1908: Amerikanische Keulen-Jongleure
- 1909: Schiffsbau in Dänemark
- 1909: Messina, auch: Die Zerstörung von Messina
- 1909: Eduard VII von England in Berlin
- 1909: Die deutsche Kaiserfamilie in Korfu
- 1909: Das englische Königspaar in Berlin am 9. Februar 1909
- 1910: Nordlandreise
- 1910: Katastrophe des Zeppelinschen Luftschiffes
- 1910: Empfang des Zaren [Nikolaus II.) im Neuen Palais zu Potsdam
- 1910: Der Polizeihund, seine Dressur und Leistung
- 1912: Ausbildung zum Schiffsjungen
- 1912: Winterbilder aus Oberbayern